# Desaparición de Bethany Decker
Bethany Decker (Fredericksburg, Virginia; 13 de mayo de 1989) era una joven estadounidense que desapareció el 29 de enero de 2011, después de abandonar el hogar de sus abuelos y regresar a su domicilio en Ashburn, estado de Virginia. Su amante, Ronald Roldán, aseguró verla más tarde ese mismo día, para desaparecer después sin dejar rastro.
Si bien Decker no apareció por su trabajo o en las clases en la Universidad George Mason, su ausencia no se notó durante otras tres semanas, ya que supuestamente continuaba comunicándose con sus amigos a través de la red social Facebook. Posteriormente se encontró su vehículo estacionado cerca de su apartamento. Además de las publicaciones de Facebook, no había habido ninguna otra evidencia de que hubiera hecho nada desde el día en que fue vista por última vez. Reportaron su desaparición a la policía del condado de Loudoun. En el momento de desaparecer, Decker estaba embarazada de cinco meses. Extensas búsquedas no han encontrado rastros de ella o del niño al que podría haber dado a luz.
El amante de Bethany, Roldán, que tenía antecedentes penales antes de la desaparición, fue considerado una persona de interés en el caso. En 2015, fue arrestado en Carolina del Norte y acusado del intento de asesinato de su entonces novia después de que disparase contra ella en un incidente en 2014.

## Trasfondo
Nacida como Bethany Anne Littlejohn, tenía 20 años en enero de 2011 y asistía a la Universidad George Mason después de haberse graduado en el instituto, realizando estudios en Economía y Cambio Global, mientras trabajaba a tiempo completo. Durante su tiempo en la universidad se quedó embarazada de Emile Decker, un miembro de la Guardia Nacional del Ejército. Los dos se casaron en 2009; su hijo nació seis meses después. Emile, dada su posición de militar, tuvo que trasladarse a Afganistán durante varios meses. Durante ese tiempo, Decker solía dejar al niño con sus suegros en Columbia (Maryland).
Mientras trabajaba en un restaurante italiano en Centreville, Decker conoció a Ronald Roldán, un inmigrante boliviano más mayor que ella con el que inició una relación extramatrimonial. A finales de 2010, hubo tensiones en el matrimonio de los Decker; Bethany se mudó a un apartamento distinto al familiar en Ashburn. La relación con Roldán continuó y él decidió mudarse con ella. Según su familia, Decker descubrió rápidamente que Roldán era abusivo, posesivo y controlador. Varias veces al día, exigía que ella le enviara una foto de sí misma desde su teléfono móvil para mostrar con quién estaba. Sus padres comenzaron a desarrollar un plan para sacarla de esa relación tóxica. A finales de año, se quedó embarazada.

## Desaparición
En enero de 2011, Emile regresó de Afganistán con un permiso de un mes. Cerca del final de ese período, él y Bethany se fueron de vacaciones a Hawái durante una semana. Regresaron el 28 de enero y pasaron la noche en la casa de sus padres en Maryland. Los padres de Emile desconocían las dificultades matrimoniales de la pareja.
A la mañana siguiente, Emile vio a Decker antes de que ella volviera al departamento de Ashburn. Roldán dijo que la vio allí después esa tarde. Desde entonces, no se sabe de nadie más que la haya visto. Durante ese día, Decker llamó a su empleador para confirmar su horario de trabajo para la próxima semana, siendo este el último contacto conocido de Bethany, si bien indirectamente, que no fuera Emile o Roldán.
El 2 de febrero, terminó la licencia de Emile y regresó a Afganistán. Los amigos que fueron a despedirle al aeropuerto notaron que, a diferencia de ocasiones anteriores, Decker no estaba allí. Atribuyeron su ausencia a los problemas matrimoniales de la pareja.

## Investigación
Amigos y familiares dijeron que Decker hacía todo lo posible para mantenerse en contacto con ellos. Pero debido a su vida ocupada, equilibrando sus clases en lo que sería su último semestre en la universidad, con un trabajo a tiempo completo, se habían acostumbrado a no tener noticias suyas durante varios días seguidos, por lo que no estaban preocupados hasta el mes de febrero de 2011. Más adelante, ese mes, varios amigos de Decker llamaron a su madre, Kim Nelson, diciendo que habían recibido mensajes de ella a través de su cuenta de Facebook que parecían no proceder de Decker.
Para el 19 de febrero, al no haber tenido noticias de su propia hija, Nelson les pidió a sus padres, que vivían cerca de Ashburn, que pasaran y vieran si ella estaba allí. El Hyundai de Decker todavía estaba al frente, pero estaba estacionado en un ángulo inusual, con una llanta desinflada y notablemente polvorienta. Esta no era la condición en la que había estado una semana antes, cuando los abuelos lo habían visto por última vez. Nadie respondió cuando llamaron a la puerta. Los abuelos de Decker llamaron a la policía del condado de Loudoun y la denunciaron como desaparecida.
Los investigadores descubrieron que Decker no había usado sus cuentas bancarias ni su teléfono móvil desde el último día en que la vieron, ni se había reportado a trabajar ni asistió a sus clases. Inicialmente se centraron en Emile y Roldán, ya que ambos podrían haber tenido un motivo para dañar a Decker debido al triángulo amoroso en el que estaban involucrados. Con la ayuda del Comando de Investigación Criminal (CID) del Ejército, pudieron contactar a Emile en su remoto puesto en Afganistán y hablar con él por teléfono. Más tarde pudieron hacer que regresara a los Estados Unidos, donde fue interrogado por la policía y sometido a una prueba de polígrafo.
Roldán se había mudado del apartamento poco después de la desaparición de Decker, ya que el contrato de arrendamiento había expirado, y se había ido a vivir con su madre. Le dijo a la policía que acababa de suponer que ella había vuelto a vivir con su familia cuando no pudo regresar. Pero los investigadores se interesaron más en él cuando se enteraron de que tenía antecedentes penales anteriores, incluido un arresto por robo de identidad y más tarde condenas por intoxicación pública y destrucción de propiedad después de un incidente en 2006 en el que estrelló la ventana del automóvil de una mujer. Según los informes, también les dio respuestas inconsistentes a las preguntas sobre cuándo había visto el Hyundai estacionado fuera del apartamento.
En marzo, la policía registró un campo cerca del complejo de apartamentos. Obtuvieron una orden de allanamiento para la residencia de Roldán, especificando el asesinato como posible delito en las declaraciones juradas. Entre los artículos incautados para el examen forense se encontraban varios teléfonos móviles, un ordenador portátil y algunos documentos. Sin embargo, la policía no pudo desarrollar ninguna evidencia de este material que pudiera haberles ayudado a localizar a Decker. Roldán luego dejó de cooperar con la investigación; posteriormente fue catalogado como persona de interés por los investigadores. En ausencia de su mujer, Emile pidió el divorcio de Bethany. Desde entonces se informó que ya no hablaría más con los investigadores a menos que su abogado también estuviera presente. No se encontró ningún registro que sugiriera que Decker hubiera dado a luz en las fechas previstas que tenía para salir de cuentas, que debía ser en verano, aunque la policía del condado de Loudoun distribuyó al público imágenes de cómo podría verse cerca del final de un embarazo.
Roldán permaneció en el norte de Virginia durante varios años después de la desaparición de Decker. En 2014 comenzó otra relación con Vickey Willoughby, una mujer que conoció en un restaurante de Manassas. Ella dijo que trataba de controlarla e intentó huir de la relación mudándose a Pinehurst (Carolina del Norte) unos meses más tarde, pero Roldán la siguió hasta su nuevo hogar. La relación se volvió tóxica y en extremo violenta. Durante una discusión en la casa en noviembre, Willoughby sacó una pistola que había escondido en la sala para protegerse. Ella fue capaz de dispararle a Roldán dos veces, aunque él continuó luchando, y finalmente logró el control del arma él mismo, disparando a Willoughby tres veces, una en la cabeza.
Ambos sobrevivieron, aunque Willoughby perdió un ojo debido a la herida en la cabeza. No fue acusada ya que los investigadores creían que ella había estado actuando en defensa propia. Por su parte, Roldán fue acusado de asalto con un arma de fuego, asalto a una mujer y descarga de un arma de fuego en una vivienda ocupada. Después de ser dado de alta del hospital, lo llevaron a la cárcel del condado de Moore, donde quedó detenido con una fianza de un millón de dólares.
Los detectives del condado de Loudoun visitaron a Roldán en la cárcel para tratar de averiguar si colaboraría para aclarar ciertos puntos del caso Bethany Decker. En abril de 2015, fue acusado adicionalmente de intento de asesinato por el incidente con Willoughby. Su abogado dijo que tenía la intención de declararse inocente de los cargos. En mayo de 2016, después de que algunas de las pruebas en el caso habían sido suprimidas, Roldán aceptó un acuerdo con los fiscales. Se declaró culpable de dos cargos de agresión grave y fue sentenciado a seis años de prisión, para más tarde, una vez cumplimentado la sentencia, pasar al Servicio de Inmigración y Control de Aduanas, que comenzará los procedimientos de deportación contra él.
En marzo de 2019, el sheriff del condado de Loudoun, Mike Chapman, aseguró a medios locales que investigaban nuevas pistas encontradas tras más de ocho años de la desaparición de Decker, si bien el contenido de dichos avances, más allá de que partieron de movimientos a través de su cuenta particular de Facebook, no se hizo público.